# 推特共和國
《推特共和國》是一部由昆特茲·阿古斯在2012年執導的印尼愛情片，由羅拉·巴蘇基和阿比馬納·阿爾亞薩扎主演，講述一個大學生追求一個漂亮記者的故事。
《推特共和國》的劇本於2011年6月由E·S·伊托根據其早期的網誌文章開始創作，歷時四個月。其後的拍攝工作和後期製作亦分別歷時14天及4個月。這部電影因描述印尼的社交媒體應用而深受好評。

## 劇情
蘇克莫（阿比馬納·阿爾亞薩扎飾）是一個來自日惹的學生，他花費大部份的時間在電腦上，尤其是使用推特上。他與素未謀面的另一個推特用戶、漂亮的記者漢溫（羅拉·巴蘇基飾）墮入愛河。蘇克莫視互聯網為他生活的主要方式，漢溫則覺得互聯網是她日常生活的一種逃脫。最後，蘇克莫和他的朋友安德勒（本·卡夏凡伊飾）決定去耶加達與漢溫見面。蘇克莫被漢溫的美貌吸引。當蘇克莫看見漢溫與另一個男人說話時，他沒有向漢溫自我介紹便離開了。
蘇克莫返回日惹之前，在安德勒和他的女友娜德婭（恩茲伊·斯托里阿飾）的協助下，他與一個協助政客在競選時更好使用推特的商人克馬爾（蒂奧·帕庫薩德沃飾）見面。蘇克莫成為推特明星，亦成為政治運動的強大聲音。在新的身份之下，蘇克莫終於能夠接近漢溫，他們亦開始與對方見面。

## 製作
《推特共和國》由來自日惹的導演昆特茲·阿古斯執導，他本來是一位獸醫，於2003年開始電影製作，最初拍攝紀錄片，其後從蒂姆·伯顿和科恩兄弟的風格中取得靈感。《推特共和國》是他第一部執導的電影。
劇本由E·S·伊托創作，他本來是歷史小說作家。伊托從印尼的政治宣傳和他有關推特上癮的網誌文章中取得靈感，並在寫他的第三部小說的同時寫下了劇本。電影由日惹NETPAC亞洲電影節的經理、昆特茲的朋友亞吉斯·迪布約監製，並由製片商阿馬林阿電影和魯帕卡塔電影負責其他事項。
前期製作自2011年6月劇本開始編寫開始，歷時4個月。在製作的研究階段，昆特茲和拍攝團隊與不同的市場經理和其他使用推特賺錢的專業人士談話。他們發現有人假用假冒帳號用作市場推廣和利用推特名人取得數千名追隨者的資料用作牟利。芝特拉奖獲獎演員羅拉·巴蘇基飾演女主角漢溫；昆特茲決定使角色成為一個記者，因為他覺得記者「性感，因為記者除了個人生活之外，甚麼都在推特說出來」。在電影上映時，印尼有2000萬推特用戶，成為推特用戶第五多的國家。
電影其後用了14天時間拍攝，並用了四個月進行剪接工作。克里斯納·普爾納負責電影的原創音樂，而希克馬萬·蘇桑托和奧法拉赫馬·特里昂加分別擔任《推特共和國》的音響設計和混音工作。《推特共和國》的主題曲《墮入愛河》由伊龐·拉祖阿爾迪作曲，而波滕齊奧則為《推特共和國》作下《推特的世界》一曲。兩首歌曲均在2012年1月以單曲形式發行。

## 主題
昆特茲形容《推特共和國》是一部講述印尼人和他們之間人際互動的電影，而不是一部有關推特和社交媒體的電影。他認為推特改變了印尼人互動的方式，但不足以使社會改變，他反而認為推特主要用作自我宣傳。珍妮·蒂布什雷尼在《雅加達郵報》評論中表示，電影探索了「網上世界和現實世界的重叠」，引發觀眾考慮印尼的社會問題。

## 上映及反響
《推特共和國》在2012年2月16日上映，它是第二部以社交媒體為主題的印尼電影，首部為2010年的《我知道你在臉書幹甚麼》。
蒂布什雷尼形容《推特共和國》是一部必看的電影，「如果不是為了印尼流行文化的寫照而看這部電影，就為一次好的自嘲而成為電影的一份子。」三寶瓏報章《自由之聲》專欄作家伊爾馬·曼格吉阿形容《推特共和國》是一部輕鬆和容易理解的電影，但劇情中的部份構想除外。

### 引用
1. 1 2  Desita 2012, My Jakarta: Kuntz Agus.
2. 1 2 3 4 5 6 7  Tibshraeny 2012, 'Republik Twitter'.
3. ↑  Sawitri 2012, E.S. Ito.
4. 1 2  Siregar 2012, Is Twitter-Themed Indonesian Film.
5. ↑  Jakarta Globe 2012, Love a Click Away.
6. 1 2  Manggia 2012, Ada Cinta.

## 外部連結
- 互联网电影数据库（IMDb）上《推特共和國》的资料（英文）